# Hasensilvester
Hasensilvester ist in der Jägersprache scherzhaft der letzte Tag der Jagdzeit auf Feldhasen. Dies ist je nach Regelung der Jagdzeiten durch die deutschen Bundesländer der 31. Dezember oder im Bundesjagdgesetz der 15.  Januar. Danach folgt die Schonzeit des Feldhasen bis Anfang Oktober. Bei einem Hasensilvester wird oft gefeiert und gelegentlich dazu ein Hasenbraten verzehrt.